# Vitalij Vjačeslavovič Mel'nikov
Vitalij Vjačeslavovič Mel'nikov (Svobodnyj, 1º maggio 1928 – San Pietroburgo, 21 marzo 2022) è stato un regista sovietico.

## Filmografia parziale

### Regista
- Barbos v gostjach u Bobika (1964)
- Načal'nik Čukotki (1966)
- Mama vyšla zamuž (1969)
- Sem' nevest efrejtora Zbrueva (1970)
- Zdravstvuj i proščaj (1972)
- Ksenija, ljubimaja žena Fёdora (1974)
- Ženit'ba (1977)
- Vyjti zamuž za kapitana (1985)
- Pervaja vstreča, poslednjaja vstreča (1987)
- Čiča (1991)
- Lunoj byl polon sad (2000)
- Bednyj, bednyj Pavel (2003)